# Текстовая модель коммуникации Пятигорского
Текстовая модель коммуникации А. М. Пятигорского осмысливает коммуникацию человека с собой и другими, которую он осуществляет через текст. Согласно модели Пятигорского, коммуникация осуществляется в определённой коммуникативной ситуации при взаимосвязи с другими лицами. Текст создается субъективной ситуацией, а воспринимается в зависимости от времени и места в множестве объективных ситуаций. Пятигорский прослеживает взаимодействие категорий времени и пространства с текстом. Он утверждает, что для письма время функционально не значимо; наоборот, основная черта письма — предельное сжатие времени. В идеале -это пространственное явление, при котором временем можно пренебречь (пример: телеграмма).

## Сущность

### Проблема наблюдателя
В модели А. Пятигорского особое значение придается наблюдателю. Только при наличии наблюдателя возникает семиотическая ситуация. Знак рассматривается как составляющая процесса интерпретации: он представлен не в самом объекте, а в процедуре интерпретации и культуре наблюдателя. Так, объективная сторона знака проявляется через внешнего наблюдателя.

### Характеристика текста
А. Пятигорский даёт такую характеристику текста:
- конкретный текст порожден другим конкретным текстом;
- текст — намерение быть посланным и принятым (текст как сигнал);
- текст — то, что существует в восприятии и понимании тех, кто принял его. Так, у текста есть способность порождать другие тексты.

### Проблема «Другого»
А. Пятигорский оспаривает авторские подходы М. Бубера и М. Бахтина к проблеме «Другого»: «Другой» дан тебе в мышлении, только когда либо он уже стал тобой, перестав быть «Другим», либо ты уже стал им, перестав быть собой. Пятигорский также говорит о том, что феноменология «другого» не предполагает простую редукцию одного сознания к другому. Она невозможна без предпосылки о «другом другом» или «третьем»… Роман не может существовать без этого «третьего».
Альтернативные теории
Говоря о проблеме другого, А. М. Пятигорский оспаривал подходы Бубера и Бахтина.
Бубер различает три способа восприятия другого:
- Во-первых, наблюдение. Наблюдатель активен, он старается запечатлеть наблюдаемый объект.
- Во-вторых, созерцание. Созерцатель наоборот пассивен. Он следит за тем, что ему было дано увидеть.
- В-третьих, проникновение. Предмет восприятия воздействует на воспринимающего.

Бубер считает, что под диалогом может быть замаскирован монолог, в котором собеседники говорят сами собой. Человек не видит Другого; в основе такого диалога лежит желание самоутвердиться.
Основное движение в диалоге -обращение. Это испытание инаковости Другого, которая между тем не остается чужой, а позволяет приблизиться к ней.
Выводы Бахтина можно отнести к экзистенциональной теории коммуникации с Другим. Он считает, что диалог- противостояние Я и Другого, что предполагает противостояние целостных личностей. В диалог вступают Я и Другой как субъекты. Субъективность — особая точка зрения на мир и на себя самого. Всё, что раскрывается в диалоге является последним словом о себе самом и о своём мире. Следовательно, восприятие Другого складывается из значения бытия человека для его самосознания.
Человек в диалоге с Другим ощущает свою внутреннюю незавершённость. Даже самосознание диалогично — это внутренний Другой, с которым постоянно ведётся автокоммуникация. Внутренний Другой тоже незавершен, неисчерпаем.

## Другие модели коммуникации
В истории развития теории коммуникации, С. В. Бориснев выделяет следующие модели.
- Линейная (классическая) модель коммуникации Г. Лассуэла (1948) включает 5 основных элементов коммуникативного процесса: кто? (передаёт сообщение) — коммуникатор; что? (передаётся) — сообщение; как? (осуществляется передача) — канал; кому? (направлено сообщение) — аудитории; с каким эффектом? (эффективность сообщения) — результат.
- Социально-психологическая (интеракционистская) модель коммуникации Т. Ньюкомбо, задающая динамику изменений, к которым будет стремиться коммуникация. Данная модель старается учитывать как отношения, складывающиеся между общающимися, так и их отношения к объекту разговора, и постулирует, что общей тенденцией в коммуникации является стремление к симметрии.
- Шумовая модель коммуникации К. Шеннона — У. Уивера дополнила линейную модель существенным элементом — помехами (шумами), затрудняющими коммуникацию. Авторы выделили технические и семантические шумы — первые связаны с помехами в передатчике и канале, а вторые с искажением передаваемых значений при восприятии содержания.
- Факторная модель коммуникации Г. Малецки является одним из многочисленных вариантов развития модели коммуникации Шеннона-Вивера включила, помимо базовых элементов, ещё около двух десятков факторов, составляющих контекст процесса коммуникации и активно влияющих на его субъектов.
- В циркулярной (замкнутой), сбалансированной модели коммуникации В. Шрамма и К. Осгуда (1954) было предложено рассматривать отправителя и получателя информации как равноправных партнёров, а также был сделан акцент на обратной связи, которая уравновешивала связь прямую: кодирование — сообщение — декодирование — интерпретация — кодирование — сообщение — декодирование — интерпретация.

## Влияние на общество и науку
Сюжет и ситуация рассматриваются А. Пятигорским, как два универсальных способа описания текста. "Ситуация присутствует внутри сюжета наряду с событиями и действующими лицами. Точнее, она чаще всего присутствует как нечто известное (думаемое, видимое, слышимое, обсуждаемое) действующим лицам или рассказчикам и выражаемое ими в содержании текста как своего рода «содержание в содержании» [277, с. 66]. Текст начинает определяться им как «конкретное целое, вещь, сопротивляющаяся интерпретации, в отличие от языка, который имеет тенденцию быть полностью интерпретируемым; мифологический текст будет в таком случае текстом, содержание (сюжет и т. д.) которого уже интерпретировано мифологически» [277, с. 152].
Само же понимание мифа строится им на базе понятия знания. «В основе мифа как сюжета лежит старое (или общее) знание, то есть знание, которое должно (или может) разделять всеми действующими лицами. И это знание — или его отсутствие, когда считается, что его не существовало до начала событий, — противопоставлено новому знанию, то есть приобретаемому действующими лицами только в ходе события» [277, с. 137]. Есть ещё одна интересная особенность сюжета мифа — как и в любом ритуале, происходит «что-то вроде повторения или имитации того, что уже имело место объективно и вне времени сюжета» [277, с. 141]. Рассматривая конкретный мифологический сюжет, в котором царь убивает отшельника в облике оленя, А. Пятигорский констатирует: «Ни сверхъестественное знание отшельника, ни естественное неведение царя не может, в отдельности, сделать событие мифом. Только если они совмещаются посредством необыкновенного внутри одной ситуации (или сюжета, эпизода), последняя становится мифологической» [277, с. 165].